# 池田恭祐
池田 恭祐（いけだ きょうすけ、1992年4月25日 - ）は、日本の男性俳優、声優である。B-Box所属。

## 人物
中学校卒業まで劇団日本児童に子役として所属し、多くのテレビドラマや映画、洋画の吹き替えに出演した。
2017年までプランニング・クレアに所属、その後マック・ミックへ移籍。2025年2月25日、B-Boxへの移籍を所属事務所ホームページ及び自身のSNSにて発表。

## 出演
太字はメインキャラクター。

### テレビドラマ
- 女と愛とミステリー 山村美紗サスペンス「不倫調査員・片山由美」（2001年、テレビ東京系）
- はぐれ刑事純情派（2001年、テレビ朝日系）　- 清水隼人 役
- さわやか3組（2002年、NHK） - 小川治 役
- はぐれ刑事純情派（2002年、テレビ朝日系）- 中里龍哉 役
- 爆竜戦隊アバレンジャー 第4話「完成!秘密アバレ基地」（2003年、テレビ朝日系/東映） - 孝明 役
- 愛情イッポン!（2004年、日本テレビ系） - 野々下優太 役
- ウルトラQ dark fantasy 第12話「夢見る石」（2004年、テレビ東京/円谷プロダクション） - 山野洋平 役
- 女医・優〜青空クリニック〜（2004年、フジテレビ系） - 杉沢守 役
- 女王の教室 エピソード1〜堕天使〜（2006年、日本テレビ系） - 池田恭二 役

### バラエティ
- おはスタ（テレビ東京）

### 映画
- ゴジラ・モスラ・キングギドラ 大怪獣総攻撃（2001年） - 病院の少年 役[3]

### テレビアニメ
2000年代
- フルーツバスケット（2001年、草摩夾〈幼少期〉）

2010年代
- 遊☆戯☆王ZEXAL（2011年 - 2014年、III） - 2シリーズ
- 銀河へキックオフ!!（2012年 - 2013年、杉山多義）
- ハイキュー!!（2014年 - 2020年、犬岡走、泉行高） - 4シリーズ / 2015年に総集編『終わりと始まり』劇場上映
- レイトン ミステリー探偵社 〜カトリーのナゾトキファイル〜（2018年 - 2019年、ノア・モントール、助手PONCO2）
- ムヒョとロージーの魔法律相談事務所（2018年、藤原、ビコの弟子、ピイト） - 2シリーズ
- 抱かれたい男1位に脅されています。（りょーた）
- マナリアフレンズ（2019年、生徒C）

2020年代
- SDガンダムワールド ヒーローズ（2021年、趙雲ダブルオーガンダム）
- 100万の命の上に俺は立っている（2021年、カッツ）
- トライブナイン（2022年、ヤスヒロ）

### 劇場アニメ
- 劇場版 NARUTO -ナルト- 大興奮!みかづき島のアニマル騒動だってばよ（2006年、ツキヒカル）
- 河童のクゥと夏休み（2007年、康一のクラスメイト）
- 劇場版 抱かれたい男1位に脅されています。〜スペイン編〜（2021年、社員）
- 劇場版ハイキュー!! ゴミ捨て場の決戦（2024年、犬岡走[11]）

### OVA
- ファイナルファンタジーVII アドベントチルドレン（2005年、デンゼル）
- ハイキュー!!（2015年 - 2020年、犬岡走[12]） - コミックス第15巻アニメDVD付き予約限定版、OVA『陸 VS 空』

### Webアニメ
- SDガンダムワールド 三国創傑伝（2019年、趙雲ダブルオーガンダム[13]）
- コタローは1人暮らし（2022年、男）

### ゲーム
2013年
- 遊☆戯☆王ゼアル 激突!デュエルカーニバル!（III）

2014年
- ハイキュー!! 繋げ!頂の景色!!（犬岡走、泉行高）

2017年
- フィンガーナイツクロス

2018年
- 破軍･三國志

2019年
- グランブルーファンタジー
- ダンキラ!!! - Boys, be DANCING! -（新郷アカシ）

2021年
- レイトン ミステリージャーニー カトリーエイルと大富豪の陰謀 DX+（ノア・モントール）
- 遊戯王 デュエルリンクス（III）

2022年
- クライシス コア ファイナルファンタジーVII - リユニオン

2023年
- テミラーナ国の強運姫と悲運騎士団

### 吹き替え

#### 担当俳優
フレディ・ハイモア
- ネバーランド（2005年） - ピーター・ルウェリン・デイヴィス
- チャーリーとチョコレート工場（2005年） - チャーリー・バケット ※劇場公開版
- プロヴァンスの贈りもの（2006年） - 少年時代のマックス ※機内版
- アーサーとふたつの世界の決戦（2012年） - アーサー
- ウェイ・ダウン（2022年） - トム・ジョンソン

#### 映画
- ピーター・パン（2004年）-  (ニブス)
- デイ・アフター・トゥモロー（2004年） - (ピーター)
- ベートーベン（2004年、NHK版） - (デット・ニュートン〈クリストファー・キャスティール〉)
- ベートーベン2（2004年、NHK版） - (デット・ニュートン〈クリストファー・キャスティール〉)
- がんばれ!ベアーズ ニュー・シーズン（2005年） - (トビー・ホワイトウッド)
- アイス・プリンセス（2005年）
- ワンダフルデイズ（2005年） - (スハ〈幼少時〉)
- オリバー・ツイスト（2006年） - (オリバー・ツイスト〈バーニー・クラーク〉)
- デイ・アフター・トゥモロー（2006年）
- ナニー・マクフィーの魔法のステッキ（2006年） - (サイモン・ブラウン〈トーマス・サングスター〉)
- フライトプラン（2006年）
- シャーロットのおくりもの（2006年） - (ヘンリー)
- ホーキーのおくりもの（2007年） - (バディ)
- GOAL!2（2007年） - (エンリケ)
- クリスマスの贈り物（2014年） - (ラングストン〈ジェイコブ・ラティモア〉)
- ナイブズ・アウト/名探偵と刃の館の秘密（2020年） - (ジェイコブ・スロンビー〈ジェイデン・マーテル〉[18])

#### ドラマ
- チップス先生さようなら（2004年、NHK） - (マグワイア)
- ペインテッド・ハウス（2005年、NHK） - (ルーク)
- メントーズ 世界の偉人たちからのメッセージ（2006年、NHK）- (サイモン・ケイツ)
- LOST シーズン2（2006年、NHK）- (リアム〈幼少時〉)
- 失われた子供（2007年、NHK）- (アンドレ)
- LOST シーズン3（2007年、NHK）- (リアム〈幼少時〉）
- クローザー（2008年、NHK） - (キース)
- 太王四神記 第2話 - 第4話（2008年） - (タムドク〈少年期〉)
- クリミナル・マインド8 FBI行動分析課（2013年、WOWOW）
- 私はラブ・リーガル4（2013年、WOWOW）
- イタズラなKiss〜Miss in Kiss〜（2017年） - (イエンザ)
- ティーン･ウルフ シーズン6（2018年）- (アーロン)
- アレクサ&ケイティ（2018年）
- マザー・ファーザー・サン（2019年）- (マックス 〈青年期〉)
- アウトランダー シーズン5、6　(2020年～) - (ジョサイア / ケザイア)
- ラチェッド　(2020年) - (ピーター)
- リンカーン 殺人鬼ボーン・コレクターを追え!　(2020年) - (ベン)
- スーパーナチュラル　シーズン15  (2020年) - (ケイレブ)
- ZeroZeroZero 宿命の麻薬航路  (2021年) - (ミシオネロ)

#### アニメ
- ファインディング・ニモ（2003年） - (カメ)
- キム・ポッシブル（2004年、ディズニーチャンネル） - (ロン・ストッパブル〈幼少時〉)
- ブラザー・ベア（2004年） - (コーダ)
- ファイヤーバディ（2023年） - (ロッド)

### 舞台
- トンボの眼（2009年）
- 迂路-2011-a flicker of hope　- SUNチーム 主役（2011年）
- RED×BLACK 〜今あなたに伝えたい事〜（2011年7月13日 - 17日） - 和音 役
- team.roughstyle 第二回公演『狗傅-kuden-』（2013年9月21日 - 22日、遊空間がざびぃ）
- 朗読『A new feeling Hideaway』（2014年2月22日、g LUV.）
- Judgement Choice〜君と僕の境界線（ボーダーライン）〜（2015年1月24日 - 25日、南大塚ホール） - 紅井蓮 役
- team.roughstyle 番外公演　朗読劇『はしやすめ』（2015年4月24日、TACCS1179俳協ホール）
- UBUGOE-voice of comedy vol.4（2015年5月29日、太田文化の森ホール）
- team.roughstyle 第五回公演『護雄』（2015年9月26日 - 27日、ウエストエンドスタジオ）
- 朗読『Hideaway of sunctuary』（2015年11月1日、g LUV.）
- リーディングライブ『憑き人。』（2017年4月6日 - 7日、南大塚ホール） - 鴉天狗 役

### ラジオ
- オー!NARUTOニッポン（2006年、文化放送）
- 才能ブレイクRadio STAR DREAMER!「ドリーマーズハウス」（2015年3月28日） - ゲスト
- ハイキュー!!烏野高校放送部 第20回（2015年） - ゲスト

### ラジオドラマ
- s(u)nctuary（2015年、FMしろいし with S） - リテウス国王テラ 役

### CM
- エポック社「シルバニアファミリー」 - ナレーション
- 学研「科学と学習」パコチン篇・マナボウ篇
- JR東海「チャオ御嶽リゾート」 - ナレーション
- ジョンソン「消臭パフパフ」 - ナレーション
- ジョンソン「グレード消臭パフパフ」 - ナレーション
- トミー「ピチューのわたあめクラブ」（2000年）
- トヨタ「新ガイア」 - ナレーション
- 日清「カップヌードル」 - ナレーション
- 任天堂「MOTHER3」 - ナレーション
- ハローマック「クリスマスキャンペーン」
- ファイザー「NTG啓発キャンペーン」 - ナレーション
- ホンダ「ポケバス バモス」 - ナレーション
- 明治製菓「とげドン」
- 集英社「恋に焦がれたブルー」 - ナレーション

### CD

#### 音楽CD
- 銀河へキックオフ!! キャラクターソングアルバム アイドル編
「Silver Starlight」（杉山多義）

### シリーズ一覧
1. ↑  第1期（2011年 - 2012年）、『II』（2013年 - 2014年）
2. ↑  第1期（2014年）、セカンドシーズン（2015年）、第3期『烏野高校 VS 白鳥沢学園高校』（2016年）、第4期『TO THE TOP』（2020年）
3. ↑  第1期（2018年）、第2期（2020年）